# Abendzeitung
Az Abendzeitung ('esti újság') egy német újság.
A liberális lapot Werner Friedmann alapította 1948. június 16-án. Olyan müncheni bulvárlapot akart létrehozni, amely bizonyos mértékben intellektuális rétegek számára készül. Ennek tudható be, hogy az újság kulturális része más bulvárlapokkal összehasonlítva kiterjedt és a cikkek az átlagosnál hosszabbak. A lap nürnbergi kiadása a 60-as években egy helybeli újság megvételének köszönhető. Emellett próbálkoztak augsburgi és stuttgarti kiadással, de sikertelenül. Szerkesztő-kiadó Anneliese Friedmann, az alapító özvegye illetve fia Johannes Friedmann. 2009 novembere óta az üzletvezető Dieter Schmitt, 2008 óta Arno Makowsky a főszerkesztő. Az Abendzeitung Münchenben és Felső-Bajorország Münchennel határos területein jelenik meg. A nürnbergi kiadás az észak-bajor területet látja el. 2009 októberében nyilvánosságra hozták az együttműködést a Délnémet Kiadóval (Süddeutscher Verlag). 2010-ben lett ismert, hogy a lap nürnbergi kiadását eladták a Medio-Regional-Groupnak (Cégtulajdonos: Gunther Oschmann). A német kartellhivatal 2010. március 1-jével engedélyezte az adásvételt.
Az anyagi problémák miatt 2010 márciusában úgy döntött a lap igazgatósága, hogy a szerkesztőségben dolgozó munkatársak számát csökkenti. Az utóbbi években az újság – más napilapokhoz hasonlóan – egyre kevesebb példányszámban tudott megjelenni. Az eladott példányszám 146 912. Összehasonlításul ez a szám 1999-ben még 181 629 volt, az előfizetők száma ugyanebben az időszakban 53 ezerről 41 ezerre csökkent.